# Паметник на Македоно-одринското опълчение
Паметникът на Македоно-одринското опълчение е монумент в Благоевград, България, в чест на Македоно-одринското опълчение, българска доброволческа част от македонски и тракийски българи, сражавала се в Балканската и Междусъюзническата война в 1912 – 1913 година.
Паметникът е издигнат в 1979 година на площад „Мите Марков“ на левия бряг на Бистрица, южно от Младежкия дом. Дело е на скулптора Борис Гондов. Представлява внушителен паметник на гранитен пиедестал с релефни фигури на опълченци в цял ръст. На втори пиедестал над тях е бронзова женска фигура, наречена „Зовящата победа“.
На паметника е изписано:
| „ | На поборниците от Македоно-одринското опълчение 1912 - 1913 Признателна България | “ |

Паметникът заедно с паметната плоча с имената на опълченците от Горна Джумая и Горноджумайско до него е включен в Регистъра на военните паметници в България.